# Zoran Lerchbacher
Zoran Lerchbacher (Graz, 1972. május 30. –) osztrák dartsjátékos. 2008-tól 2011-ig a British Darts Organisation, majd 2011-től 2022-ig a Professional Darts Corporation tagja. Beceneve "The Hypercane".

## Pályafutása

### BDO
Lerchbacher 2008-tól 2011-ig volt a BDO tagja, amelynek kiemelt tornáin való legjobb szereplése a legjobb 136-ba való jutás volt a World Masters tornán.

### PDC
Lerchbacher 2011-től a PDC-nél folytatta pályafutását, ahol először 2014-ben vett részt világbajnokságon. A vb selejtezőjében 4–1-re legyőzte az angol Ben Ward-ot, majd az első körben a későbbi világbajnok Michael van Gerwentől szenvedett el 3–0-ás vereséget.
Hamarosan sikerült megszereznie a PDC versenyein való induláshoz szükséges Tour Card-ot, amivel két évre biztosította magát a PDC-ben.
Világbajnokságra ezután csak 2017-ben jutott ki, miután megnyerte a PDC által rendezett East European Qualifler tornát. A vb selejtezőjében 2–1-re legyőzte Simon Stevensont, majd az első fordulóban 3–0-ás vereséget szenvedett Robert Thorntontól.
A 2018-as vb-n már sikerült bejutnia a legjobb 32 közé, ahol végül az angol Keegan Brown ellen esett ki 4–2-es vereséggel.
Következő világbajnoksága a 2020-as volt, amelyen szintén a második körben esett ki, a lengyel Krzysztof Ratajski-tól szenvedett el 3–1-es vereséget.

## Világbajnoki szereplései

### PDC
- 2014: Első kör (vereség  Michael van Gerwen ellen 0–3)
- 2015: Első kör (vereség  Robert Thornton ellen 0–3)
- 2018: Második kör (vereség  Keegan Brown ellen 2–4)
- 2020: Második kör (vereség  Krzysztof Ratajski ellen 1–3)

## Tornagyőzelmei
| - PDC World East European Qualifying Event: 2016 | - EDF European Championship (férfi egyéni): 2018 |